# Emil Loteanu
Emil Loteanu (en ruso: Эмиль Владимирович Лотяну; 6 de noviembre de 1936, Clocușna, Reino de Rumania — 18 de abril de 2003, Moscú, Rusia) fue un director de cine, actor y escritor moldavo. Fue especialmente notable en la Unión Soviética por su faceta en la dirección, en la que firmó películas para los estudios soviéticos de Mosfilm Krásnye polyany (1966), Lăutarii (1971), Tábor ujódit v nebo («Los gitanos se van al cielo», 1975), Moy láskovy i nezhny zver («Un accidente de caza», 1978), Anna Pávlova (1983) y Luceafărul (1986) basada en el homónimo poema de Mihai Eminescu.

## Biografía
Loteanu nació en Clocuşna, pequeña localidad perteneciente en ese momento al Reino de Rumania (hoy en el Distrito de Ocnița de Moldavia) y posteriormente a la República Socialista Soviética de Moldavia. Tras la muerte de su padre y perder el contacto con su madre, que se había trasladado a Rumania, vivió sus primeros años en las calles, durmiendo en almacenes y hostales. Estudió en la escuela-estudio del Teatro de Arte de Moscú (MJAT) y se graduó en la Universidad Panrusa Guerásimov de Cinematografía (VGIK) en 1962.
Hizo su debut como director con Bolshaya gorá en 1960 de los estudios Moldova-Film, y continuó haciendo películas allí hasta 1975, cuando se unió a Mosfilm. En 1968, dirigió la película Eto mgnovenie (Ese instante) cuyo protagonista, un joven de Besarabia, decide ir a España envuelta en la guerra civil. En el rodaje participaron varios actores no profesionales, en particular, algunos de los descendientes de los niños evacuados a la URSS durante la contienda.
Con películas como Tábor ujódit v nebo (también conocida como «Los gitanos se van al cielo», 1975) y Moy láskovy i nezhny zver («Un accidente de caza» (1977), Loteanu comenzó a atraer la atención internacional. En 1976, la película «Los gitanos se van al cielo» obtuvo la Concha de Oro en el Festival Internacional de Cine de San Sebastián.  La actriz moldava Svetlana Toma fue una de sus musas y participó como protagonista en las dos anteriores películas, así como en Lăutarii (1971), por la que fue premiado en el Festival de cine de San Sebastián, y Anna Pávlova (1983).
Su última película como director fue Skorlupá (1993). Loteanu fijó su residencia en Rusia, donde murió el 18 de abril de 2003, en Moscú, con 66 de edad, y enterrado en el cementerio de Vagánkovo. Tenía la nacionalidad soviética, moldava y rusa.

## Filmografía
- Bolshaya gorá (1959) - director

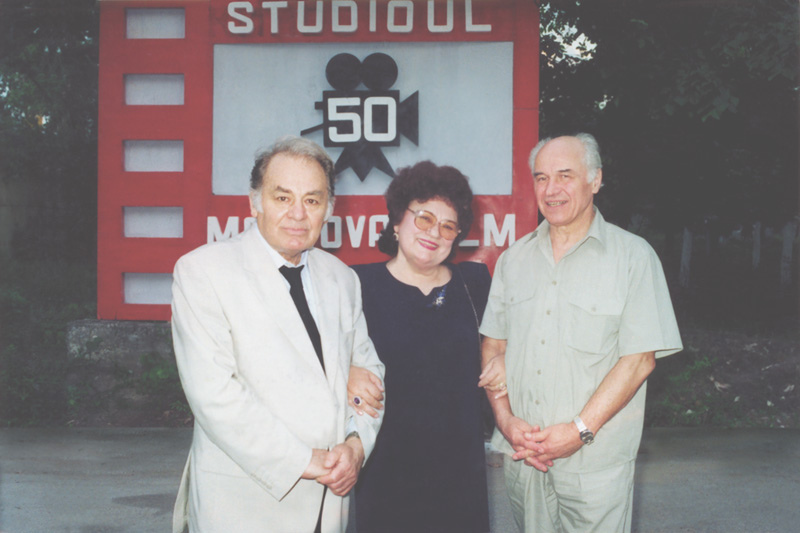
Emil Loteanu, junto a la cantante de ópera Maria Bieșu y el compositor Eugen Doga en los estudios Moldova-Film (2002).

- Zhil-byl málchik (1960, Había un joven muchacho) - director
- Zhdite nas na rassvete (1963) - director
- Krásnye polyany (1966) - guionista/director
- Freska na bélom (1967) - director
- Eto mgnovenie (1968) - director
- Akadémik Tarasévich (1970) - director
- Lăutarii (1971) aka Fiddlers - guionista/director
- Ejo goryáchey doliny (1974) - director
- Tábor ujódit v nebo (1975, Los gitanos se van al cielo) - guionista/director
- Moy láskovy i nezhny zver (1978, Un accidente de caza) - guionista/director
- Anna Pávlova (1983) - guionista/director
- Luceafărul (1987) - guionista/director
- Vdvoyom na grani vrémeni (1989) - guionista
- Skorlupá (1993) - director

## Premios y distinciones
Festival Internacional de Cine de San Sebastián
| Año  | Categoría                                    | Película                    | Resultado |
| ---- | -------------------------------------------- | --------------------------- | --------- |
| 1972 | Concha de Plata y Premio Especial del Jurado | Lăutarii                    | Ganador   |
| 1976 | Concha de Oro                                | Los gitanos se van al cielo | Ganador   |